# 二道河 (赤水河支流)
二道河，是中国长江流域的一条河流，汇入赤水河，属于赤水河水系。河长75千米，流域面积1134平方千米，多年平均流量17立方米每秒。自然落差1469米。水能理论蕴藏量1万千瓦。